# Rafał Ryżewski
Rafał Ryżewski, ps. Nałęczowski (ur. 2 listopada 1899 w Płowem, zm. 13 września 1963 w Tavistock) – polski działacz niepodległościowy, nauczyciel i oficer rezerwy Wojska Polskiego.

## Życiorys
Urodził się 2 listopada 1899 we wsi Płowe, w ówczesnym powiecie kamioneckim Królestwa Galicji i Lodomerii, w rodzinie nauczycieli: Józefa (ur. 1875) i Stefanii z Gołębiowskich (zm. 1960). Był starszym bratem Stefana, ps. Lubomir (1901–1979), nauczyciela, odznaczonego Medalem Niepodległości, porucznika piechoty rezerwy Wojska Polskiego i kapitana administracji Polskich Sił Powietrznych w Wielkiej Brytanii.
16 września 1914 został wcielony do 3 kompanii I batalionu 3 pułku piechoty Legionów Polskich. Walczył w kampanii karpackiej, między innymi pod Zieloną, Mołotkowem, a poczynając od końca 1915 na Wołyniu. Przez pewien czas pełnił służbę garnizonową w Sandomierzu, po czym został odkomenderowany do parku amunicyjnego. 7 kwietnia 1917 został odnotowany w Dywizyjnym Parku Amunicyjnym LP, Kolumna Amunicyjna PA/1 i przedstawiony do odznaczenia austriackim Krzyżem Wojskowym Karola.
Od 15 lutego do 1 lipca 1920 był uczniem 25. klasy Szkoły Podchorążych w Warszawie. Po jej ukończeniu został przydzielony do Centralnej Szkoły Podoficerskiej w Biedrusku. 9 listopada 1920 został mianowany podporucznikiem w piechocie z dniem 1 listopada 1920. Na początku 1922 został zdemobilizowany i przydzielony w rezerwie do 12 pułku piechoty w Wadowicach. 8 stycznia 1924 został zatwierdzony w stopniu podporucznika ze starszeństwem z 1 czerwca 1919 i 386. lokatą w korpusie oficerów rezerwy piechoty. 29 stycznia 1932 prezydent RP nadał mu stopień porucznika z dniem z 2 stycznia 1932 i 4. lokatą w korpusie oficerów rezerwowych piechoty. Posiadał wówczas przydział w rezerwie do 78 pułku piechoty w Baranowiczach. W 1934, jako oficer rezerwy pozostawał w ewidencji Powiatowej Komendy Uzupełnień Postawy i posiadał wówczas przydział do 86 pułku piechoty w Mołodecznie.
Po zwolnieniu z wojska pracował jako nauczyciel. Mieszkał w Swatkach na Wileńszczyźnie, a później we Lwowie przy ul. Zielonej 10.
W kampanii wrześniowej był dowódcą 3 kompanii ciężkich karabinów maszynowych, która została zorganizowana z nadwyżek 86 pp i weszła w skład pułku piechoty improwizowanego w Ośrodku Zapasowym 19 Dywizji Piechoty w Lidzie. 21 września 1939 walczył w obronie Grodna, a dwa dni później przeszedł na Litwę, gdzie został internowany.
W latach 1944–1945 wziął udział w kampanii włoskiej jako komendant Składnicy Ewakuowanego Sprzętu nr 371. Walczył między innymi w bitwie o Monte Cassino.
Zmarł 13 września 1963 w Tavistock.

## Ordery i odznaczenia
- Krzyż Niepodległości – 9 października 1933 „za pracę w dziele odzyskania niepodległości”[28][1][29]
- Krzyż Pamiątkowy Monte Cassino nr 48047